# Държавно устройство на Ирак
По конституцията през 2005 година Ирак е федеративна парламентарна република, основаваща се на консенсуса между трите основни етнорелигиозни общности – араби сунити), араби шиити) и кюрди.

## Парламент
Иракският парламент се състои от 325 депутати. На изборите през януари 2005 година разпределението им по политическа принадлежност е следното:
- 140 – „Обединен иракски алианс“ (шиити)
- 75 – „Кюрдски алианс“
- 40 – „Иракски списък“
- 17 – сунити